# Пономарёв, Александр Иванович (богослов)
Александр Иванович Пономарёв (1849 — 10 января 1912) — российский богослов и историк, профессор СПбДА, издатель-редактор журнала «Странник».

## Биография
Родился в 1849 году, получил образование в Санкт-Петербургской духовной академии. Закончив обучение, стал профессором той же академии по кафедре теории и истории литературы.
Наиболее известные сочинения автора: «К истории христианского учения о бессмертии души и о загробной жизни» (СПб., 1866), «К вопросу об иконописании» («Христианское чтение». 1880), «Средневековые мистерии, их церковное и историко-литературное значение» («Христианское чтение», 1880).
С 1880 года стал издавать российский ежемесячный журнал для духовенства «Странник» и, в виде приложения к нему, «Памятники древнерусской литературы», с предисловиями и филологическими примечаниями.
Являлся одним из авторов Православной богословской энциклопедии.